# Massimo Strazzer
Massimo Strazzer (* 17. August 1969 in Zevio) ist ein ehemaliger italienischer Radrennfahrer.

## Karriere
Bereits mit 5 Jahren fuhr Strazzer das erste Mal Rad. Im Alter von 6 Jahren fing er dann mit dem Rennsport an.
Profi wurde er 1991 beim Team Jolly Componibili-Club. Schon im zweiten Profijahr konnte er einen Etappensieg bei der Settimana Siciliana feiern. Insgesamt nahm er von 1992 bis 2002 acht Mal am Giro d’Italia teil. Seine beste von fünf Endplatzierungen wurde 1998 verzeichnet. Beim Giro konnte er auch seinen größten Erfolg verzeichnen, den Sieg in der Punktewertung 2001. 2002 wurde er in dieser Wertung Zweiter, gewann aber die Intergirowertung. Außerdem startete er 1994 bei der Spanienrundfahrt und 1997 bei der Tour de France, wobei er jedoch keine der beiden Rundfahrten beendete. Nach der Saison 2004 beendete er seine 14-jährige Profikarriere.

## Erfolge
| 1992 - Gesamtwertung Settimana Siciliana 1993 - eine Etappe Tirreno–Adriatico 1994 - drei Etappen Portugal-Rundfahrt 1995 - eine Etappe Tour du Vaucluse - eine Etappe Portugal-Rundfahrt 1996 - eine Etappe Drei Tage von De Panne - Chilometri di Mestre 1997 - eine Etappe Mittelmeer-Rundfahrt - Clásica de Almería - zwei Etappen Murcia-Rundfahrt 1998 - eine Etappe Valencia-Rundfahrt - Prolog und eine Etappe Schweden-Rundfahrt | 1999 - eine Etappe Tirreno-Adriatico - eine Etappe Polen-Rundfahrt 2000 - eine Etappe Bayern-Rundfahrt 2001 - Punktewertung und Intergirowertung Giro d’Italia 2002 - Clásica de Almería - Stausee-Rundfahrt - drei Etappen Circuit Cycliste Sarthe - Intergiro-Wertung Giro d’Italia 2003 - eine Etappe Circuit Cycliste Sarthe - eine Etappe Bayern-Rundfahrt |

## Teams
- 1991–1993 Jolly Componibili-Club
- 1994–1995 Navigare-Blue Storm
- 1996 Brescialat
- 1997 Roslotto-ZG Mobili
- 1998 Cantina Tollo-Alexia Alluminio
- 1999 Mobilvetta Design-Northwave
- 2000 Alessio
- 2001 Mobilvetta Design-Formaggi Trentini
- 2002–2003 Phonak Hearing Systems
- 2004 Saunier Duval-Prodir

## Doping
Am 2. November 2001 wird Strazzer während der Bahnrad-WM in Antwerpen positiv auf EPO getestet. Da die B-Probe aber einen Wert unterhalb des Grenzwertes aufwies, wurde er freigesprochen.